# Thorsten Weidner
Thorsten Weidner (Lauda, 1967. december 29. –) olimpiai és világbajnok német tőrvívó.